# Ramon d'Aguilers
Raymond d'Aguiliers (o d'Aguilers o d'Agiles)
Raymond d'Aguiliers és l'autor de la Història Francorum qui ceperunt Iherusalem, una de les principals fonts inicials per a la Primera Croada (1096-1099). Va participar en la Primera Croada viatjant amb l'exèrcit dels croats provençals de Ramon IV de Tolosa. La seva descripció dels setges d'Antioquia (1097-1098) i de Jerusalem, el 1099, són els relats més detallats d'aquests esdeveniments.
El treball de Raymond es va traduir per primera vegada del llatí al francès per François Guizot el 1824 en la seva obra Collection des mémoires relatifs à l'histoire de France. El text llatí està disponible en les obres de Jacques Bongars Gesta Dei per Francos, vol I, 139-183, i Recueil des historiens occidentaux Croisades de 1866, p. 235-309.